# Moder Svea (sång av Magnus Uggla)
Moder Svea är en sång av Magnus Uggla och Anders Henriksson från 1989 och är en del av Ugglas studioalbum 35-åringen. Texten i låten präglas av politikerförakt och patriotism för Sverige och Moder Svea.

## Tolkningar
Magnus Uggla framförde Moder Svea vid en inspelning 1989 tillsammans med Tommy Körberg. Låten tolkades 2023 av rockbandet Bedårande Barn.